# Solaize
Solaize is een gemeente in de Franse Métropole de Lyon (regio Auvergne-Rhône-Alpes). De plaats maakt deel uit van het arrondissement Lyon. Solaize telde op 1 januari 2022 3.131 inwoners.

## Geografie
De oppervlakte van Solaize bedroeg op 1 januari 2022 8,1 vierkante kilometer; de bevolkingsdichtheid was toen 386,5 inwoners per km².

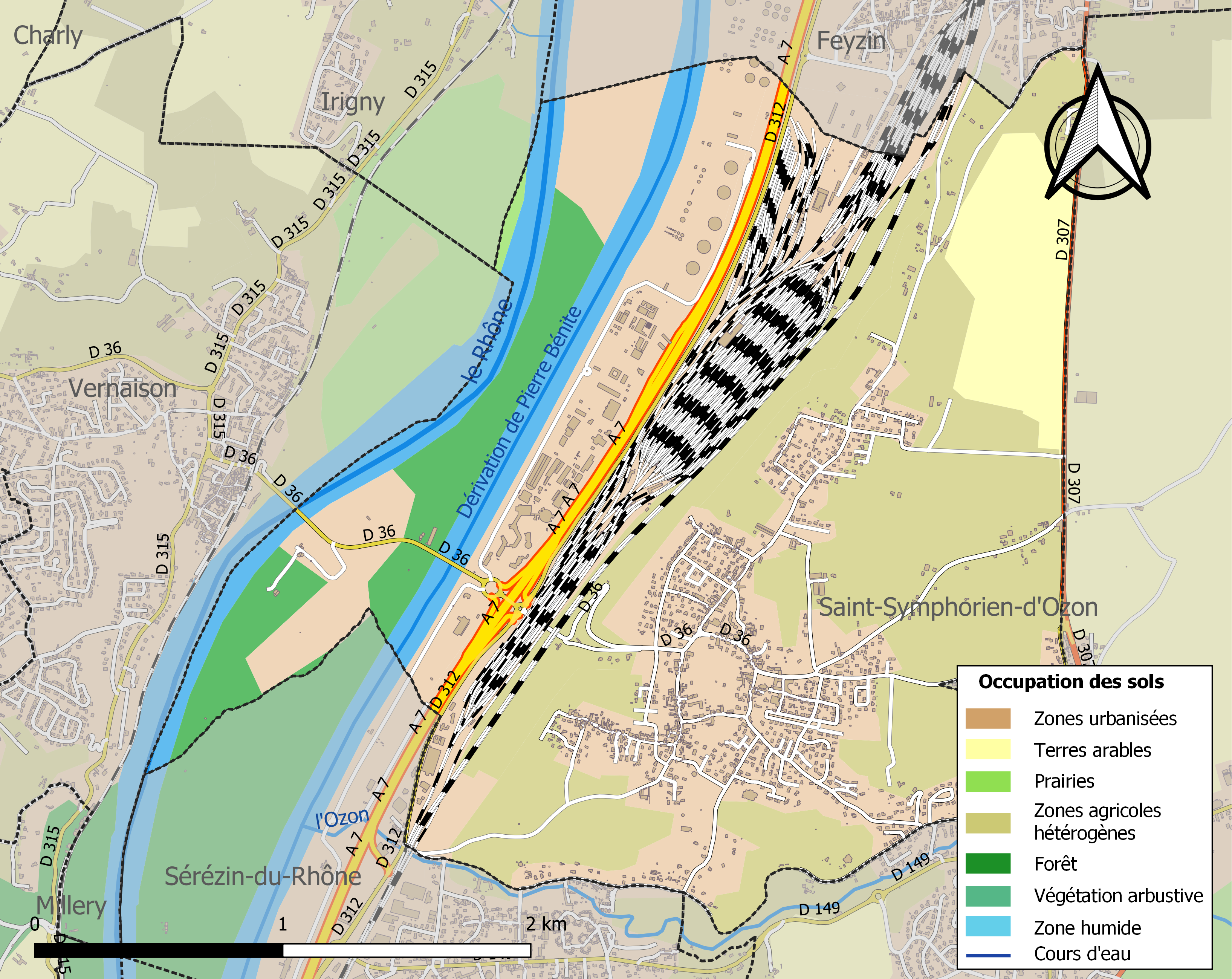
Kaart van de gemeente met de belangrijkste infrastructuur, bodemgebruik en omliggende gemeenten

## Demografie
Onderstaande figuur toont het verloop van het inwonertal (bron: INSEE-tellingen).

Albigny-sur-Saône · Bron · Cailloux-sur-Fontaines · Caluire-et-Cuire · Champagne-au-Mont-d'Or · Charbonnières-les-Bains · Charly · Chassieu · Collonges-au-Mont-d'Or · Corbas · Couzon-au-Mont-d'Or · Craponne · Curis-au-Mont-d'Or · Dardilly · Décines-Charpieu · Écully · Feyzin · Fleurieu-sur-Saône · Fontaines-Saint-Martin · Fontaines-sur-Saône · Francheville · Genay · Givors · Grigny · Irigny · Jonage · Limonest · Lissieu · Lyon · Marcy-l'Étoile · Meyzieu · Mions · Montanay · La Mulatière · Neuville-sur-Saône · Oullins-Pierre-Bénite · Poleymieux-au-Mont-d'Or · Quincieux · Rillieux-la-Pape · Rochetaillée-sur-Saône · Saint-Cyr-au-Mont-d'Or · Saint-Didier-au-Mont-d'Or · Sainte-Foy-lès-Lyon · Saint-Fons · Saint-Genis-Laval · Saint-Genis-les-Ollières · Saint-Germain-au-Mont-d'Or · Saint-Priest · Saint-Romain-au-Mont-d'Or  · Sathonay-Camp · Sathonay-Village · Solaize · Tassin-la-Demi-Lune · La Tour-de-Salvagny · Vaulx-en-Velin · Vénissieux · Vernaison · Villeurbanne